# 古德龙·施托克
古德龙·施托克（德語：Gudrun Stock，1995年5月23日—），德国自行车运动员，2018年欧洲场地自行车锦标赛女子团体追逐赛铜牌得主、2019年欧洲场地自行车锦标赛女子团体追逐赛银牌得主、2020年世界场地自行车锦标赛女子团体追逐赛铜牌得主。